# Jérémy Chatelain
Jérémy Chatelain, född 19 oktober 1984 i Créteil, Paris, Frankrike, är en fransk sångare och modedesigner. Han var mellan åren 2003 och 2012 gift med sångerskan Alizée Jacotey.